# کرسپیا
کرسپیا (به اسپانیایی: Crespiá) یک منطقهٔ مسکونی در اسپانیا است که در پلا دی ایستانی واقع شده‌است. کرسپیا ۱۱٫۴ کیلومتر مربع مساحت دارد.